# Brahojos de Medina
Brahojos de Medina es un municipio de España, en la provincia de Valladolid, comunidad autónoma de Castilla y León. Tiene una superficie de 27,12 km² con una población de 117 habitantes y una densidad de 5,72 hab/km².

## Historia y arquitectura
En el denominado pago de los Borregos se señala el hallazgo de restos tardorromanos, y de otros medievales en el llamado Cortinal del Cristo. En 1265, con el nombre de Braoios, se cita como parroquia dependiente de la Abadía de Medina del Campo; en 1528 contaba con 114 vecinos. En el nomenclátor de Floridablanca de 1785 se cita como lugar de realengo. 
Situada en la falda de una ladera, su iglesia parroquial está bajo la advocación de Sta. María Magdalena. Del siglo XVI, con cabecera gótico-mudéjar y reformas en el siglo XVIII. Muros de ladrillo, tres naves entre pilares y arcos de medio punto, cubriéndose de aristas con yeserías siglo XVIII, la central, y cañón con yeserías las laterales y capilla mayor. Coro alto a los pies. Torre a la cabecera, de cuatro cuerpos y ladrillo. Portada del lado de la Epístola, de medio punto. Tiene una interesante talla de Santa María Magdalena y un Crucifijo cuyo autor es Gregorio Fernández, además de una talla de San Isidro Labrador, posiblemente una de las más antiguas de España, con más de 600 años de antigüedad.

## Geografía humana

### Demografía
Cuenta con una población de 101 habitantes (INE 2024).
| Gráfica de evolución demográfica de Brahojos de Medina entre 1842 y 2021 |
| |
| Población de derecho según los censos de población del INE Población de hecho según los censos de población del INEEn estos censos se denominaba Brahojos: 1842, 1857, 1860, 1877, 1887, 1897, 1900, 1910, 1920, 1930, 1940 y 1950 |

Por su economía fundamentada en explotaciones ganaderas y agrícolas, su población no es muy elevada. 
| 207                        | 189 | 170 | 166 | 152 | 131 | 103 |
| (Fuente: [cita requerida]) |     |     |     |     |     |     |

## Instalaciones municipales
El Ayuntamiento de la localidad ha fomentado la construcción de un Centro de la Tercera Edad, al que acuden los lugareños a realizar actividades o a su restaurante. Además, cuenta con un frontón, así como con una zona de juegos infantiles. Todas sus calles han sido recientemente hormigonadas y construidas sus aceras, así como asfaltados los accesos al mismo. 